# Corrent d'anell
Un corrent d'anell és un corrent elèctric transportat per partícules carregades atrapades en la magnetosfera d'un planeta. Està produït per la deriva longitudinal de partícules energètiques (10–200 keV)

## Corrent d'anell de la Terra

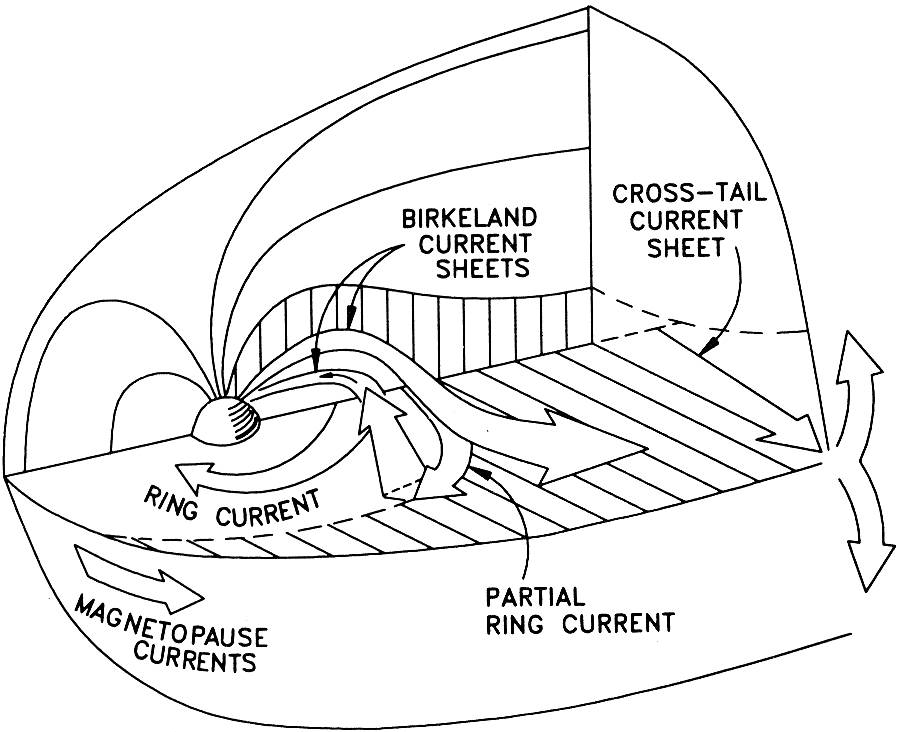
Vista esquemàtica dels diferents sistemes actuals que donen forma a la magnetosfera terrestre

El corrent d'anell de la Terra és el reposable del blindatge de les latituds més baixes de la Terra dels camps elèctrics magnetosfèrics. Té, per tant, un gran efecte en l'electrodinàmica de les tempestes geomagnètiques. El sistema de corrent d'anell consisteix en una banda, a una distància de 3 a 5 radis terrestres, que es troba en el pla equatorial i circula en el sentit de les agulles del rellotge al voltant de la Terra (Si es mira del nord). Les partícules d'aquesta regió produeixen un camp magnètic en oposició al camp magnètic terrestre i d'aquesta manera un observador des de la Terra veuria una disminució en el camp magnètic d'aquesta àrea.
L'energia del corrent d'anell és principalment transportada pels ions, la majoria dels quals són protons. Això no obstant, només es veuen partícules alfa en el corrent d'anell, un tipus d'ió que és abundós al vent solar. A més a més, un cert percentatge són ions d'oxigen O+, similars als de la ionosfera terrestre, encara que molt més energètics. La barreja d'ions suggereix que les partícules del corrent d'anell probablement provenen de més d'una font. L'energia de les partícules del corrent d'anell varien de 0.05 MeV a 1 MeV.

## El corrent d'anell i les tempestes geomagnètiques
Durant una tempesta geomagnètica, el nombre de partícules del corrent d'anell s'incrementa. Com a conseqüència hi ha una disminució en els efectes del camp geomagnètic.